# Bengkurung
Bengkurung is een bestuurslaag in het regentschap Deli Serdang van de provincie Noord-Sumatra, Indonesië. Bengkurung telt 262 inwoners (volkstelling 2010).